# Kanton L’Haÿ-les-Roses
Der Kanton L’Haÿ-les-Roses ist seit 1967 ein französischer Wahlkreis im Arrondissement L’Haÿ-les-Roses, Teil des Département Val-de-Marne in der Region Île-de-France.

## Geografie
Im Kanton L’Haÿ-les-Roses leben 60.636 Einwohner (Stand: 2022) auf einer Fläche von 7,46 Quadratkilometern, was einer Bevölkerungsdichte von 8128 Einwohnern pro Quadratkilometer entspricht.

## Gemeinde
Der Kanton besteht aus zwei Gemeinden mit insgesamt 60.636 Einwohnern (Stand: 1. Januar 2022) auf einer Gesamtfläche von 7,46 km²:
| Gemeinde               | Einwohner 1. Januar 2022 | Fläche km² | Dichte Einw./km² | Code INSEE | Postleitzahl |
| ---------------------- | ------------------------ | ---------- | ---------------- | ---------- | ------------ |
| Fresnes                | 29.298                   | 3,56       | 8.230            | 94034      | 94260        |
| L’Haÿ-les-Roses        | 31.338                   | 3,90       | 8.035            | 94038      | 94240        |
| Kanton L’Haÿ-les-Roses | 60.636                   | 7,46       | 8.128            | 9410       | –            |

Bis zur Neuordnung bestand der Kanton L’Haÿ-les-Roses aus der Gemeinde L’Haÿ-les-Roses. Sein Zuschnitt entsprach einer Fläche von 3,90 km2.